# توري بورش
توري بورش (بالإنجليزية: Tory Burch) (ولدت توري روبنسون 17 يونيو 1966) مصممة أزياء أمريكية، سيدة أعمال وهي رئيس مجلس الإدارة والرئيس التنفيذي لمصممة العلامة التجارية الخاصة بها توري بورش أل أل سي. تم إدراجها في قائمة أقوى ثلاثين امرأة في العالم من قبل مجلة فوربس في عام 2015.

## الحياة الشخصية
في عام 1993 تزوجت توري من ويليام ماكلو، ابن قطب العقارات هاري ب. ماكلو ، لم يدم الزواج طويل وتم الانفصال في غضون عام. في عام 1996 تزوجت جي. كريستوفر بورش, مستثمر في مجموعة كابيتال كابيتال ، وهي شركة رأس المال الاستثماري التي أسسها والتر باكلي و كين فوكس. ورزق الزوجين بثلاثة أبناء: هنري ونيكولاس «نيك»، سوير. كما انها أم ربيبة لثلاثة بنات من زواجها السابق. تم الطلاق في عام 2006.

## روابط خارجية
- توري بورش على موقع IMDb (الإنجليزية)
- توري بورش على موقع أول موفي (الإنجليزية)
- توري بورش على موقع قاعدة بيانات الفيلم (الإنجليزية)
- توري بورش على موقع كينوبويسك (الروسية)

- "About Tory" – official bio
- Tory Burch LLC website
- Tory Burch Foundation website